# Sphenorhina nicaraguana
Sphenorhina nicaraguana är en insektsart som beskrevs av Nast 1949. Sphenorhina nicaraguana ingår i släktet Sphenorhina och familjen spottstritar. Inga underarter finns listade i Catalogue of Life.